# Cotorra de Sierra Madre occidental
La cotorra de Sierra Madre occidental (Rhynchopsitta pachyrhyncha) és una espècie d'ocell de la família dels psitàcids que habitava els boscos de pins des del sud d'Arizona fins a Mèxic Central, però que avui només sobreviu a Sierra Madre Occidental, als estats mexicans de Chihuahua i Durango.